# Brasilionata arborense
Brasilionata arborense är en spindelart som beskrevs av Jörg Wunderlich 1995. Brasilionata arborense ingår i släktet Brasilionata och familjen Mysmenidae. Inga underarter finns listade.